# Vučica (rijeka)
Vučica je jedna od rijeka slavonske Podravine koja u svom donjem toku, gdje je i najveća, protječe Valpovštinom. 

## Opis
Izvire na Kolokočcu i Bazovoj glavi na obroncima Papuka i Krndije. Teče kroz Orahovicu do ribnjaka Grudnjak u pravcu sjeveroistoka, a zatim u pravcu istoka do Valpova, nedaleko kojeg utječe u Karašicu. Pritoci su joj Marjanac, Iskrica, Breznica, Jasenovica, Stara Vučica i umjetni kanal Strug.